# Ayran

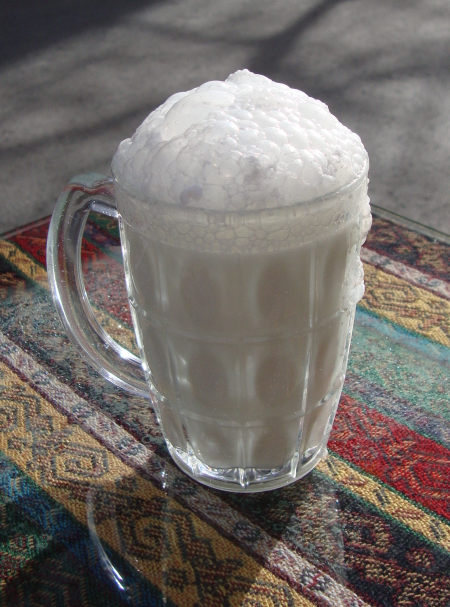
Um copo de Ayran

Ayran ou tan (aɪˈran) (turco: ayran; cazaque: aйран; búlgaro: айрян ou às vezes мътеница/бърканица (literalmente "água azeitosa"); macedônio: матеница ou аjрaн; grego: aϊράνι; armênio: Թան; assírio: döweh; albanês: dhallë) é uma bebida muito popular na Turquia, na Bulgária, na Armênia, nos Balcãs e no Oriente Médio. Variantes desta bebida se espalharam por toda a Ásia Ocidental e Meridional com diferentes nomes. É composta de iogurte (ou filmjölk) e água. O iogurte utilizado é proveniente do leite de ovelha e tem um sabor espesso e levemente ácido. Geralmente, leva sal e pimenta (ou hortelã) em sua preparação. É servida fria e como acompanhamento durante as principais refeições. Na Armênia é denominada tan, sendo fabricada com o mesmo procedimento, seja com gás ou sem gás.